# Vlastivědný věstník moravský
Vlastivědný věstník moravský je český odborný historický časopis, vycházející jako informační orgán moravské vlastivědy od roku 1946. Od roku 1979 je recenzovaným časopisem. Recenzovány jsou hlavní studie.
Časopis byl připravován již za okupace. Na tvorbě přislíbil účast i Bedřich Václavek. Na programu měl podchycení vlastivědné práce na Moravě, popularizaci vědy a informování o vlastivědném dění. Finančně byl nejprve podpořen Moravskoslezským zemským národním výborem v Brně, v letech 1947 až 1958 ministerstvem školství.
Období stagnace Muzejního spolku v 50. letech, k němuž přispěly jednak generační problémy, a dále zásahy z vnějšku, jež sledovaly zastavení jeho činnosti, se projevilo i na vydávání Vlastivědného věstníku moravského. Ten jako časopis přestal vycházet. V letech 1959 a 1960 vyšel v Krajském nakladatelství v Brně jako sborník. Po další tři roky však již vydán nebyl. Byl obnoven v roce 1964. Novému vedení redakce ale nestačila jeho pouhá obnova. Měl se stát hlavním orgánem historické vlastivědy na Moravě. Nově bylo od 21. ročníku k článkům přidáváno shrnutí v cizím jazyce.
Od roku 1969 byl časopis řízen Vladimírem Nekudou (vedle edice Vlastivěda moravská), v letech 1971–1979 předsedou Musejního spolku v Brně a v letech 1979–2006 předsedou Muzejní a vlastivědné společnosti.
Finančně byl časopis zajištěn ve spolupráci s odborem kultury Jihomoravského krajského národního výboru, když byl dotován prostřednictvím Moravského muzea v Brně a od roku 1979 i Okresním střediskem památkové péče a ochrany přírody v Olomouci (příspěvky ze severomoravského kraje).
Účelem časopisu je zveřejňování výsledků původní badatelské práce členů Muzejní a vlastivědné společnosti. Jsou v něm otiskovány zprávy o vlastivědné práci na Moravě, o činnosti muzeí a další. V jedné jeho rubrice je hodnocena nově vydaná literatura z Moravy. Každý rok přináší přehled veškeré na Moravě a ve Slezsku vydané literatury a literatury o Moravě a o Slezsku.
Vydává jej Muzejní a vlastivědná společnost v Brně. Odborné zaměření časopisu je historie a prehistorie Moravy, památková péče, národopis, dějiny umění a další společenskovědní obory.